# Niklas Kvarforth
Niklas Olsson (Halmstad, 7 de dezembro de 1983), mais conhecido como Niklas Kvarforth, é um músico sueco. Ele é o fundador, compositor e vocalista da banda de black metal Shining.

## Carreira
Como músico multi-instrumentista, Niklas Kvarforth formou a banda de black metal Shining em Halmstad, na Suécia, quando tinha apenas 12 anos de idade, em 1996. Quando Kvarforth tinha 14 anos de idade, Shining lançou seu primeiro EP, Submit to Selfdestruction, no qual ele tocou guitarra e baixo. Apenas quando a banda lançou seu primeiro álbum de estúdio, Within Deep Dark Chambers em 2000, Kvarforth se tornou o vocalista da banda.
Em julho de 2006, Niklas Kvarforth desapareceu e espalharam-se rumores de que ele havia cometido suicídio. Em 23 de agosto de 2006, a banda publicou um comunicado no site oficial de que Kvarforth estava desaparecido há quatro semanas, e que continuaria com um novo vocalista chamado "Ghoul", como sendo um dos desejos de Kvarforth.
Em um show que aconteceu em 3 de fevereiro de 2007, em Diezel em Halmstad, na Suécia, foi revelado que na verdade “Ghoul” seria Niklas Kvarforth.
Em 2005, Kvarforth fundou um projeto paralelo juntamente com Sven Erik Kristiansen chamado Skitliv.
Desde 2009, Niklas Kvarforth dirige o selo musical Katastrophy Records.

## Discografia

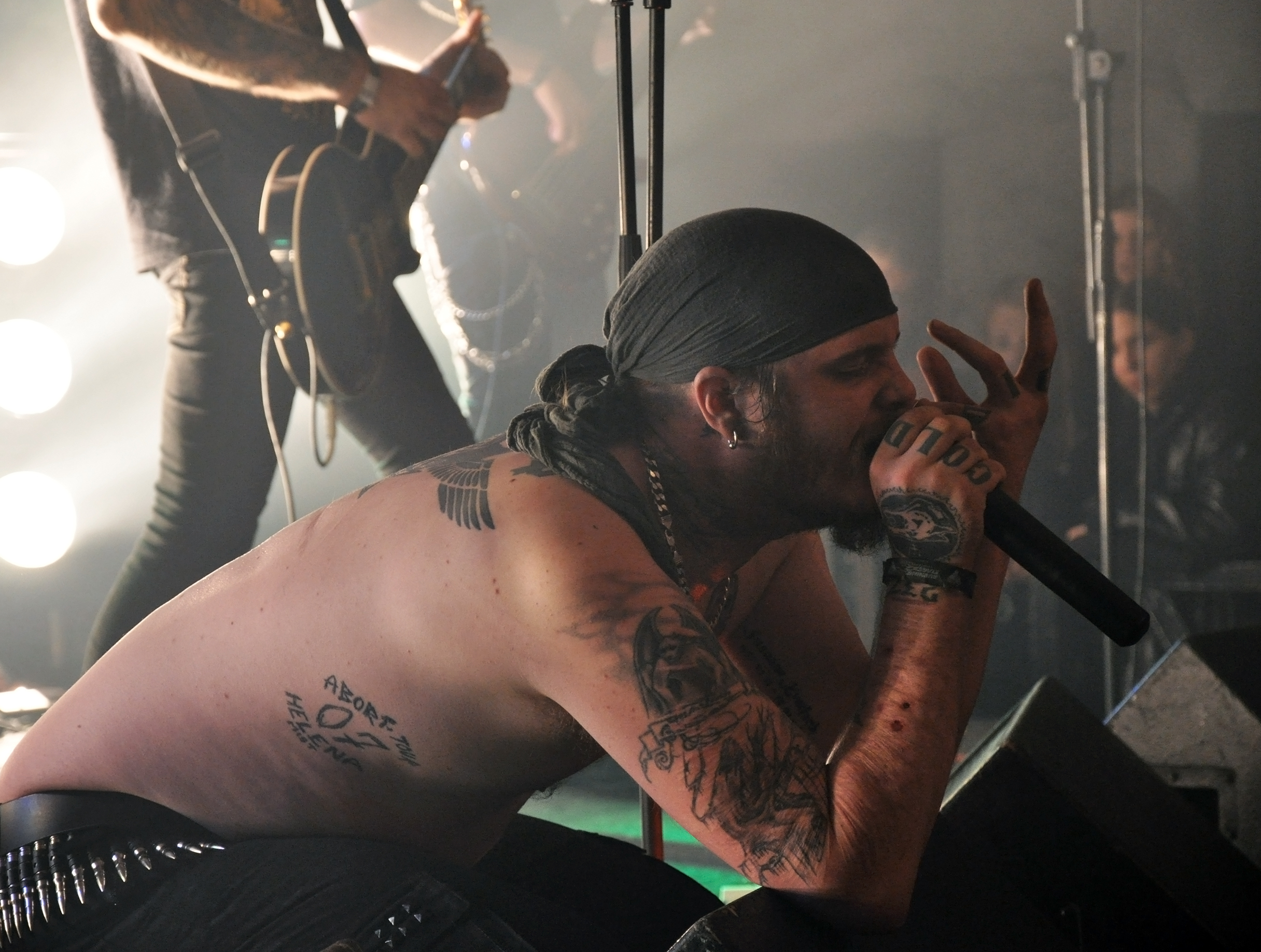
Niklas Kvarforth em concerto com Shining em 2011.

### Shining
- Within Deep Dark Chambers (2000)
- Livets ändhållplats (2001)
- III: Angst, självdestruktivitetens emissarie (2002)
- IV: The Eerie Cold (2005)
- V: Halmstad (2007)
- VI: Klagopsalmer(2009)
- VII: Född förlorare (2011)
- Redefining Darkness (2012)
- IX: Everyone, Everything, Everywhere, Ends (2015)
- X: Varg Utan Flock (2018)
- Shining (2023)

### Skitliv
- Amfetamin (MCD) (2008)
- Skandinavisk Misantropi (2009)

### Diabolicum
- Hail Terror (2005)

### Den Saakaldte
- Øl, mørke og depresjon (2008)
- All Hail Pessimism (2009)

### Funeral Dirge
- The Silence Ebony (1999)

### Bethlehem
- A Sacrificial Offering to the Kingdom of Heaven in a Cracked Dog's Ear (2009)
- Stönkfitzchen (2010)

### Manes
- Solve et Coagula (2009)

### Sarcophagus
- Towards the Eternal Chaos (2009)

### Anaal Nathrakh
- Desideratum (2014)

### The Vision Bleak
- Set Sail to Mystery (2010)